# Шахбулаг
Шахбулаг (азерб. Şahbulaq qalası Суренаван (вірм. Սուրենավան) — незаселені поселення і колишня фортеця XVIII століття в Рівнинному Карабасі. За адміністративно-територіальним поділом невизнаної Нагірно-Карабаської Республіки, що контролює населений пункт з липня 1993 року, розташований в Аскеранському районі НКР, за адміністративно-територіальним поділом Азербайджану — в Агдамському районі Азербайджану, частина якого згідно з резолюцією Ради Безпеки ООН вважається окупованою вірменськими силами .

## Історія
В середині XVIII століття засновник Карабаського ханства Панах Алі-хан побудував фортецю поруч з джерелом Шахбулаг замість менш надійної фортеці Баят. За повідомленням азербайджанського історика Мірзи Адігезаль-бека : 
 Після цієї події Панах-хан подумав: тільки не давно я встав на ноги, населення Джеваншир, Отузікі виступає проти мене, меліки Хамсі ворогують зі мною. Я повинен влаштуватися в більш укріпленому, неприступному та невразливому місці. Я не повинен байдуже ставитися до підступів та зазіханнь ворогів. (Прийшовши до того висновку) він, зруйнувавши фортецю Баят, прибув до Тарнакута, розташованого біля підніжжя пагорба, де є відоме джерело Шахбулаги. Тут спорудив фортецю, побудував з вапна і каміння будинки, мечеті, лазні та торгові ряди. Все це будівництво було закінчено 1165 року [1751/1752], і він влаштувався там. 

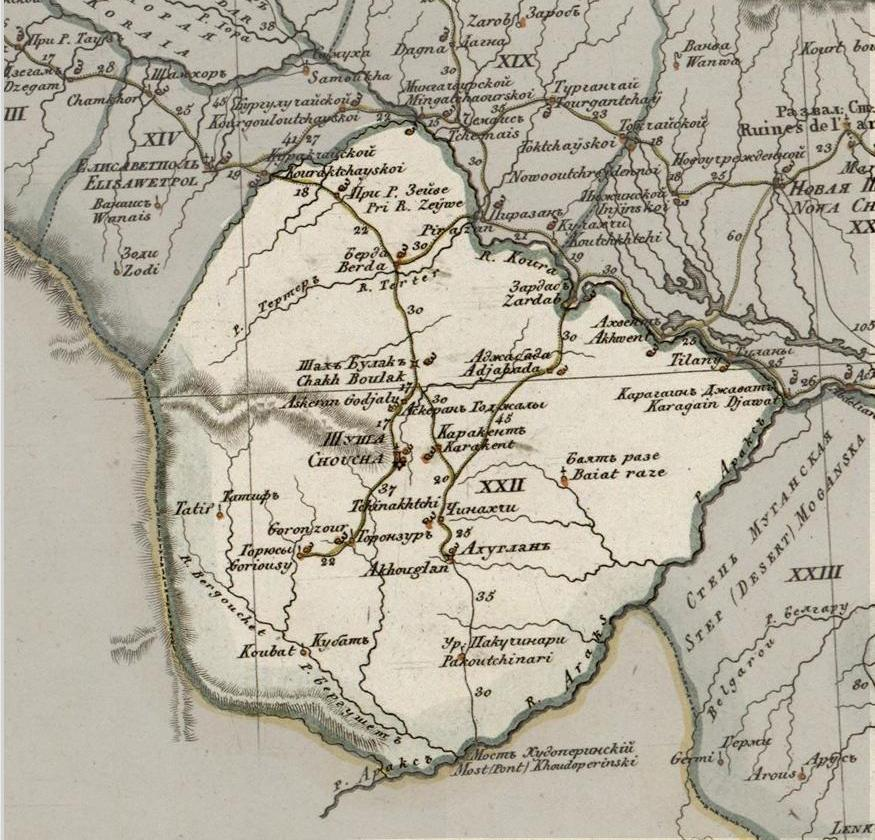
Шахбулаг на карті 1823 року

Ця інформація підтверджується азербайджанським істориком Мірзою Джамалом Джеваншіром: 
 Потім він (Панах-Алі хан) приступив до будівництва фортеці Тарнакут, що нині відома під назвою Шахбулаги. Тому було вирішено залишити Баятську фортеця, / а замість неї / заснувати / нову / фортецю в Шахбулаги, біля великого джерела, навколо неї звести на висоті широкі стіни і побудувати там базар, площу, баню та мечеть. У 1165 (1751/1752) році всі сім'ї Ілатів, знатних людей ремісників, / а також / родичів і службовців / хана / переселилися і влаштувалися в названій фортеці. Після закінчення трьох-чотирьох років самостійного / правління / в Шахбулаги чутка про незалежність і зростаючу могутність / Панах хана / і число його прихильників набула широкого розголосу в навколишніх районах 
 У розділі «Про пам'ятники і будівлі, споруджені покійним Панах ханом в Карабагі» Мірза Джамал згадує «фортеця Шахбулаги, мечеть біля джерела, баню, міські будівлі та базар, побудовані з каменю і вапняку». Згодом жителі Шахбулага були переселені до нової столиці Карабахського ханства — Шушу.

Азербайджанський історик Аббас Кулі Ага Бакіханов повідомляв, що 
 Панах-бек, син Ібрагім-Халіла Джеваншир, що служив при Надир-шаху і ховався згодом в Шекі та Ширвані, проголосив себе ханом Карабаським і побудував спершу фортецю в Баяті, а потім переніс її до Тарнаута, до джерела Шах Булаг, яке отримало свою назву від шаха Аббаса Великого. Залишки стін і будівель видно тут й донині 
|                                                               |  | |  |
| Шахбулаг. Друга половина XIX століття. замальовка мандрівника |  | Замок Шахбулаг. Вид замку з південного боку. Замальовка російського військового історика В. Потто . 1901 рік |  |

За словами вірменського письменника Раффі : 
 Спочатку він (Панах-хан) вирушив до Баята і почав зводити тут фортецю. Однак Мелік Гюлістан Овсеп Мелік-Бегларян і Мелік Джраберд Алахкулі-султан Мелік-Ісраелян, об'єднавшись з правителем Ширвана Хаджі Челебі, не дозволили йому здійснити цей задум. Потім він почав будувати нову фортецю — Аскеран — біля Шах-Булах, на руїнах Тарнакюрта (Тігранакерта). Але Мелік Гюлістан Овсеп, Мелік Джраберд Алахкулі і Мелік Хачена Алахверди, вирішивши, що ця фортеця розташована в небезпечній близькості від їхніх володінь, почали боротьбу з Панах-ханом і знову не дозволили йому здійснити свій задум 
 Однак дані Раффі суперечать відомостям як мусульманських авторів, так й іншого вірменського автора, Мірза Юсуфа Нерсесова, що підтверджують факт будівництва фортець Баят та Шахбулаг, які, на відміну від Раффі, не плутали фортецю Шахбулаг з Аскеранською фортецею. За повідомленнями Нерсесова: 
 Потім у 1165/1755 році Панах Хан знайшов краще місце для нової фортеці Шахбулаг в Тарнакюті та прибув туди, аби побудувати її на схилі пагорба. Він спроектував її будівлі, мечеті, базари і лазні і побудував собі надійний притулок 
 Згідно з даними вірменських археологів, фортеця була побудована на місці стародавнього вірменського міста, яке існувало в I в. до н. е. — XIV ст. н. е. і ототожнюється із згадуваним у джерелах Арцаським Тігранакертом, при чому, за твердженням керівника розкопок Гамлета Петросяна, для перших рядів шахбулазьких укріплень використовувалися камені з руїн тігранакертської базиліки V—VI ст., ще зберігалися на той час .